# Lauffohr
Lauffohr ist ein Dorf im Schweizer Kanton Aargau. Bis 1970 war Lauffohr eine eigenständige politische Gemeinde im Bezirk Brugg und gehört seither zu Brugg.

## Geographie

Historisches Luftbild aus 300 m von Walter Mittelholzer (1923)

An der ehemaligen östlichen Gemeindegrenze liegt das Wasserschloss der Schweiz. Hier fliessen drei der wichtigsten Flüsse des Landes zusammen: Zunächst mündet die Reuss in die Aare, anderthalb Kilometer weiter nördlich die Limmat. Der alte Kern des Strassendorfes befindet sich in der Engstelle zwischen dem 522 Meter hohen Reinerberg und der Mündung der Limmat. In Richtung Südwesten erstreckt sich am Fusse des Bruggerbergs eine schmale, dicht besiedelte Siedlungszone, die nahtlos in die Bebauung von Brugg übergeht. Südlich davon liegt die landwirtschaftlich genutzte Aufeld-Ebene.

## Geschichte
Die älteste erhaltene urkundliche Erwähnung von „Lufar“ stammt von 1281. Das Dorf war Teil des Hofes Rein, der dem Kloster Murbach im Elsass gehörte (als Hof bezeichnete man damals die Grundherrschaft über ein grösseres Gebiet). Im 13. Jahrhundert fassten die Habsburger ihre Herrschaftsrechte in der Gegend um Brugg im Gericht Bözberg zusammen. Dazu zählten neben Lauffohr auch die Dörfer Oberbözberg, Unterbözberg, Linn, Mönthal, Remigen, Riniken, Rüfenach (mit Rein) und Stilli. In all diesen Orten übten die Habsburger die Blutgerichtsbarkeit aus. König Rudolf I. kaufte 1291 den Hof Rein und war damit nicht nur oberster Richter, sondern auch der bedeutendste Grundherr. 1345 schenkte Königin Agnes von Ungarn den Hof dem Kloster Wittichen im Kinzigtal.

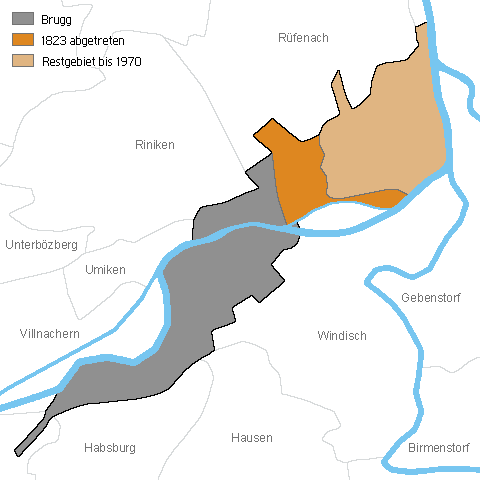
Territoriale Entwicklung der Stadt Brugg

Der Name des Dorfes stammte von einer Fähre über die Aare. Diese wurde um 1410 jedoch in das weiter flussabwärts gelegene Stilli verlegt. Als 1460 die Stadt Bern das Gebiet westlich der Aare eroberte, änderte sich an den Rechten des Klosters Wittichen nichts. Die katholischen Nonnen mussten jedoch im Jahr 1528 die Einführung der Reformation hinnehmen. 1544 verkaufte das Kloster den Hof Rein an den Grafen Hartmann von Hallwyl. 1566 lösten die Berner das Gericht Bözberg auf, und die Gerichtsfälle des Hofes wurden von nun an in Stilli verhandelt. Zwischen 1588 und 1599 erwarb die Stadt Brugg zwei Drittel des Hofes, Bern das übrige Drittel.
Beim Franzoseneinfall im März 1798 entmachteten die Franzosen die «Gnädigen Herren» von Bern und riefen die Helvetische Republik aus. 1799 verlief die Frontlinie im Zweiten Koalitionskrieg mitten durch das untere Aaretal. In der Region gab es mehrere Feldlager der französischen Armee. Durch Requisitionen und Plünderungen erlitten die Dorfbewohner grosse Not. 1803 löste der neugegründete Kanton Aargau den Hof Rein auf; Lauffohr bildete bis 1809 zusammen mit Rüfenach und Rein eine Gemeinde und erlangte dann die Eigenständigkeit.
Die neue Gemeinde steckte in finanziellen Schwierigkeiten und verkaufte deshalb im Jahr 1823 rund einen Viertel ihres Gebietes an die Stadt Brugg; der Kaufpreis betrug 1669 Franken. Ab 1836 gab es wieder eine Fähre: Sie diente den Arbeitenden in den Fabriken von Vogelsang (Gemeinde Gebenstorf) und Turgi. Sie war bis zur Eröffnung der Aarebrücke nach Vogelsang im Jahr 1919 in Betrieb. Im 19. Jahrhundert hielt auch in Lauffohr die Industrie Einzug, so entstand 1852 eine Zigarrenfabrik, die bis 1922 existierte. Ab 1890 begann die Bevölkerungszahl kontinuierlich anzusteigen.

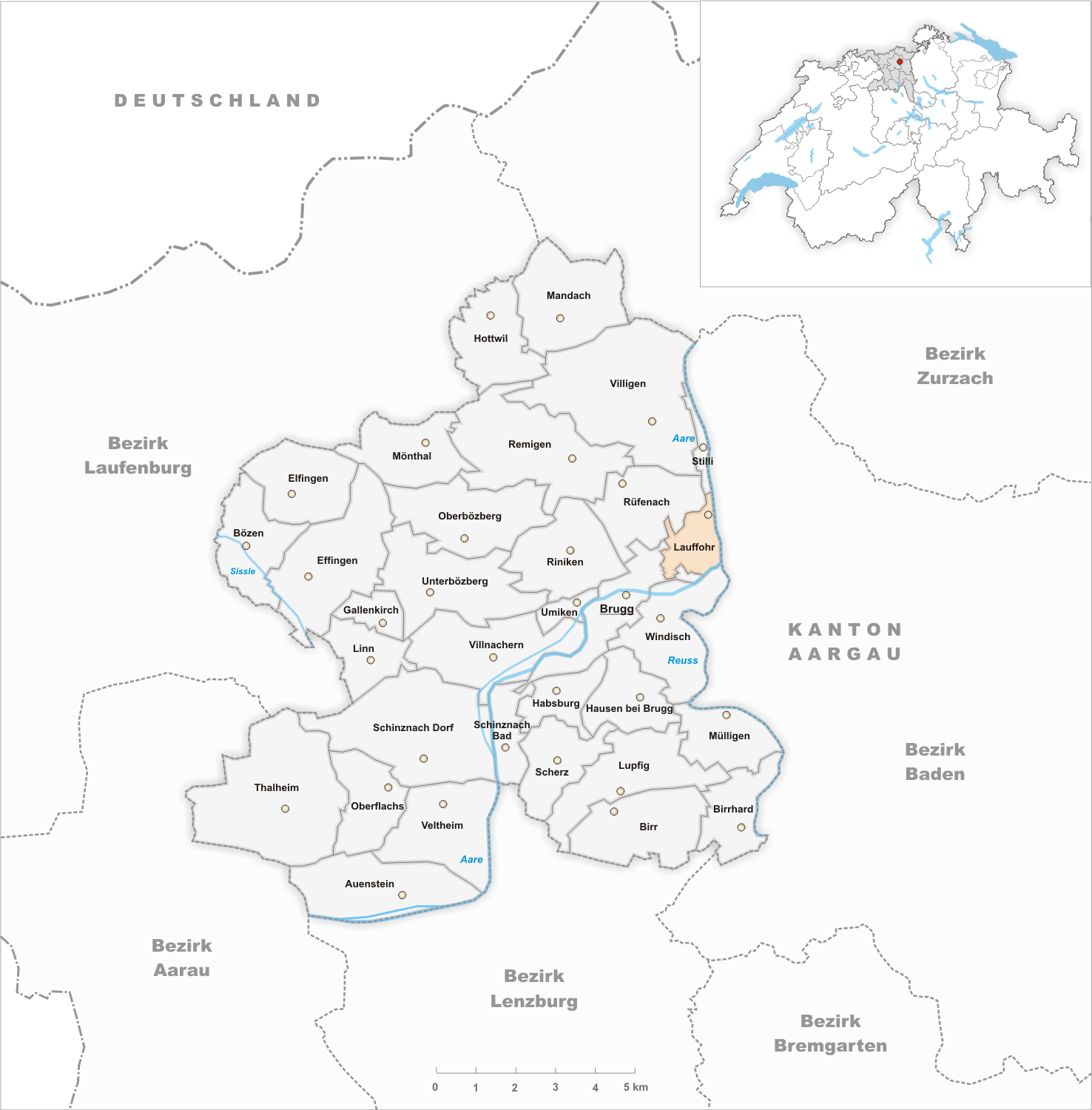
Gemeindestand vor der Fusion am 1. Januar 1970

Zu Beginn der 1960er Jahre lebten zwei Drittel der Einwohner im rasch wachsenden Dorfteil Au, der unmittelbar an Brugg grenzte und damals vom alten Dorfkern durch eine weite unüberbaute Fläche deutlich getrennt war. Die Bewohner der Au fühlten sich zu Brugg hingezogen und strebten eine Gemeindefusion an. Bei der Abstimmung im September 1964 waren 97 Stimmbürger für und 64 gegen die Fusion. Die Begeisterung der Brugger hielt sich in Grenzen; 494 Ja standen 409 Nein gegenüber. Dieses eher knappe Ergebnis und die damals sehr starke Gewichtung der Gemeindeautonomie bewogen den Grossen Rat dazu, das Ergebnis nicht zu bestätigen. Bei den Lauffohrer Gemeinderatswahlen im August 1965 gingen sämtliche Sitze an Fusionsbefürworter, weshalb das Thema weiterhin aktuell blieb. Im April 1969 kam es erneut zu einer Abstimmung: In Brugg lautete das Ergebnis 1095 Ja zu 397 Nein, in Lauffohr 113 Ja zu 100 Nein. Inzwischen hatte das Kantonsparlament seine Haltung zu Gemeindefusionen geändert und bestätigte das Ergebnis. Die Fusion erfolgte schliesslich am 1. Januar 1970.

## Wappen
| Bevölkerungsentwicklung | Bevölkerungsentwicklung |
| Jahr                    | Einwohner               |
| ----------------------- | ----------------------- |
| 1764                    | 109                     |
| 1850                    | 248                     |
| 1900                    | 293                     |
| 1930                    | 517                     |
| 1950                    | 596                     |
| 1960                    | 674                     |
| 1970                    | etwa 900                |

Das Gemeindewappen besitzt seit der Fusion nur noch informellen Charakter. Die drei Flüsse auf grünem Feld symbolisieren den Zusammenfluss von Aare, Reuss und Limmat.

## Verkehr
Lauffohr liegt an der Hauptstrasse 5, die von Brugg in Richtung Waldshut verläuft. Vom Bahnhof Brugg aus führen drei Postautolinien über Lauffohr nach Döttingen, Mönthal und Bad Zurzach.

## Persönlichkeiten
- Gustav Adolf Haggenmacher (1845–1875), Afrikaforscher